# Systropus joni
Systropus joni är en tvåvingeart som beskrevs av Akira Nagatomi 1991. Systropus joni ingår i släktet Systropus och familjen svävflugor.
Artens utbredningsområde är Sydkorea. Inga underarter finns listade i Catalogue of Life.